# Бернштам, Михаил Семёнович
Михаил Семёнович Бернштам (род. 1940) — демограф и экономист. Участник правозащитного движения. Сотрудник Гуверовского института (США).

## Биография
Выпускник ЛГУ, историк, искусствовед и ориенталист. Около 1969 года начал работать в Детской художественной школе-1 (ДХШ-1) искусствоведом и завучем.
Участвовал в правозащитном движении в СССР. В 1970-х годах автор неподцензурных статей и исследований. Труды распространялись самиздатом.
Арестован в 1973 году. С 3 мая по 3 декабря 1973 года содержался в Новочеркасской психиатрической больнице, по другим сведениям — находился в психиатрическом учреждении в Ростове-на-Дону, откуда был освобождён в 1974 году. В 1976 году стал одним из основателей Московской Хельсинкской группы, был её членом около двух месяцев.
В 1976 году эмигрировал в США. Редактировал ценные материалы в серии основанной Александром Солженицыным «Исследования новейшей русской истории» (ИНРИ) о российской истории XX века. Но позднее, по выражению Солженицына, «ушёл в американскую науку, совсем от серии отстал». Упоминается в качестве одного из свидетелей «Архипелага ГУЛАГ».
Научный сотрудник Гуверовского института войны, революции и мира Стэнфордского университета. В 1989 году работал приглашённым профессором экономики в университете Монаша (штат Виктория, Австралия), а в 1997—1999 годах в качестве адъюнкт-профессора в программе заморских исследований (Overseas Studies Program) Стэнфордского университета.
Современные научные интересы Бернштама относятся к сфере экономической демографии. В центре его внимания — роль централизации в перераспределения доходов в разнообразии и эволюции экономических систем, долгосрочном экономическом росте, социальных революциях, конфликтах и других социальных изменениях. В последние годы исследования Бернштама посвящены причинам экономического роста и спадов странах с бывшими централизованными плановыми экономиками, с особым акцентом на России, Китае и бывшей ГДР.
В 1991—1995 годы Бернштам служил в качестве экономического советника российского парламента, Центрального банка России и Правительства РФ по нескольким политическим проектам. Он является постоянным комментатором по вопросам российской экономики и финансов «Радио Свобода», «Голоса Америки» и BBC.

## Научные труды
- Народное сопротивление коммунизму в России. Независимое рабочее движение в 1918 году: Документы и материалы / Ред.-сост. и авт. коммент. М. С. Бернштам. — Париж: YMCA-Press, 1981. (Выпуск 2)
- Народное сопротивление коммунизму в России. Урал и Прикамье, ноябрь 1917 — январь 1919: Документы и материалы / Ред.-сост. и авт. коммент. М. С. Бернштам. — Париж: YMCA-press, 1982. — 603 с. ISBN 2-85065-008-0 (Выпуск 3)
- Бернштам Михаил. Стороны в гражданской войне 1917—1922 гг. — М, 1992, с. 21
- From Predation to Prosperity: How to Move from Socialism to Markets (with Alvin Rabushka).
- Fixing Russia’s Banks: A Proposal for Growth, (with Alvin Rabushka (Hoover Institution Press, 1998);
- Inter-Enterprise Debt and the Russian Coal Sector, with Thomas E. MaCurdy (Partners in Economic Reform for the USAID, 1996);
- Reform without Shock, with Vladimir Leksin (Supreme Economic Council of Russia, 1992).
- Resources, Environment, and Population: Present Knowledge, Future Options, with Kingsley Davis (Oxford University Press, 1991);
- The Wealth of Nations and the Environment (Institute of Economic Affairs, 1991);
- Malthus and the Evolution of the Welfare State, with Peter L. Swan (University of New South Wales, 1989);
- Below-Replacement Fertility in Industrial Societies: Causes and Consequences, with Kingsley Davis and Rita Ricardo-Campbell (Cambridge University Press, 1986).
- Beichman, Arnold[англ.] and Mikhail S. Bernstam. Andropov: New Challenge to the West (англ.). — New York: Stein and Day[англ.], 1983. — ISBN 0-8128-2921-2.
- Бернштам М. С. На пути к новому контракту: приватизация кредита как способ остановить инфляцию // Экономика и орг. пром. пр-ва. — 1995. — № 1. — С. 130—148
- Бернштам М. С. Марксизм и контроль рождаемости в СССР // Грани. № 130 (1983)
- Бернштам М. С. Проклятый вопрос о цене идей // Дружба народов. 1992. № 4. С. 167—185.